# 藤井克己
藤井 克己（ふじい かつみ）は、日本の漫画家。愛媛県出身、女性。
1994年に「月刊少年チャンピオン」でデビュー。代表作に『鬼組』、『鬼組THE REVOLVER』など。
今はペンネームを壱口とおるに変えている。

## 作品リスト
- 鬼組 全18巻
- 鬼組THE REVOLVER 1-8巻
- ニュートンのベイビートーク
- くるくるのしっぽ